# Raholca vára
Raholca vára (horvátul: Utvrda Orahovica, Ružica grad) egy várrom Horvátországban, a Verőce-Drávamente megyei Raholca város határában. Ez méretét tekintve Medvevár után a második legnagyobb erődítmény Horvátország szárazföldi részén.

## Fekvése
Raholca várának tekintélyes romjai a várostól 2,5 km-re délnyugatra, a Papuk és a Krndija-hegység északi lejtői között, egy 378 méteres magasságban, észak-déli irányban húzódó hegygerincen állnak.

## Története
A várat a 14. század elején építhették. Először 1317-ben említik, ekkor foglalták el a királyi hadak a Kőszegiektől és a verőcei ispán igazgatása alá rendelték. 1347-ben Nagy Lajos Tót Lőrinc tárnokmesternek adta Zrinért cserébe, ezután utódaié raholcai Kont Miklós nádoré és fivéréé, Lőkös László pohárnokmesteré. 1403 és 1405 között gordovai Fáncs László szlavón báné, 1405-ben a Gutkeled nembeli Maróti Jánosé, 1411 és 1416 között Raholcai Péter fia Ugrin mesteré, 1417-ben Újlaki Lászlóé és Imréé, 1420-ban Raholcai István fia Gergely mesteré, 1422 és 1432 között Újlaki Annáé, 1471 és 1477 között Újlaki Miklósé, majd 1524-ig Újlaki Lőrincé. 1525-ben utóbbi özvegyének, Bakóczi (Bakos) Magdolnának a hozományaként Móré László szerezte meg. 1543 nyarán elfoglalta a török és 1687-ig mint szandzsákszékhely török kézen maradt. Egy 1702-es adóösszeírásban, leírták a raholcai várat is. A falak ekkor még magasak voltak, ám tetőzet már sehol sem volt. Az alsó várban még kilenc mennyezetes szoba volt, de három szobának már a mennyezete sem volt meg. A felső várban minden romba dőlt, csak a pompás pincék maradtak fenn.

## A vár mai állapota
A romok 110 méter hosszan és több, mint 60 méter szélességben, összesen mintegy 8000 négyzetméteren terülnek el. A közelben két patak, az Orahovica két mellékága, az Ercegovac és a Vođenica vize csörgedezik. A vár építése négy szakaszra bontható. Az első fázisban a 14. században épült fel a vár központ részét képező négyszögletes várpalota. A második fázisban, a 15. században épültek meg a palota körüli erődítések. A palota északi oldalához négyszögletes bástya épült a hozzá tartozó három támpillérrel, nyugatra pedig félkör alakú bástyát illesztettek a védőfalba. Ide építettek három, tisztázatlan funkciójú helyiséget is. A déli oldal nagy, félköríves bástyáját támpillérek sora erősíti. A palota keleti oldalához építették a gótikus várkápolnát a sokszögű apszissal. Az építkezések valószínűleg a vár akkori urához, Újlaki Miklóshoz köthetők. A harmadik fázis a 15. és a 16. század fordulójára tehető. Ebben a fázisban csak erődfalak épültek. Ekkor készültek el a keleti oldal védőfalai. Az utolsó, negyedik fázis a 16. század első felében, készült el. A legjelentősebb építkezés a déli oldal nagy, félköríves védőfala a 11 ágyúállással és a várárokkal. Ekkor történt palota nyugati tornyának átépítése, a palota bejáratának megerősítése két kaputoronnyal és a felvonóhíddal, valamint a vártól mintegy 200 méterre két, kisebb erőd megépítése. A falak általában ma is több emeletnyi magasságban, az eredeti magasságukban állnak. Jól láthatók az 1970-es évek félbemaradt rekonstrukciós munkálatainak nyomai.